# 가브리엘라 폰 합스부르크로트링겐
가브리엘라 폰 합스부르크로트링겐(독일어: Gabriela von Habsburg-Lothringen, 1956년 10월 14일 ~ )는 석판화된 석판화뿐만 아니라 주로 스테인리스 스틸로 작업하는 추상 조각가이다. 그녀는 2009년부터 2013년까지 독일 주재 조지아 대사였다. 그녀는 오스트리아의 마지막 황제인 카를 1세의 손녀이다.